# Dendrobium amphigenyum
Dendrobium amphigenyum är en orkidéart som beskrevs av Henry Nicholas Ridley. Dendrobium amphigenyum ingår i släktet Dendrobium, och familjen orkidéer.
Artens utbredningsområde är Papua Nya Guinea. Inga underarter finns listade i Catalogue of Life.